# NGC 2746
NGC 2746 (другие обозначения — UGC 4770, MCG 6-20-23, ZWG 180.32, KARA 298, IRAS09028+3535, PGC 25533) — спиральная галактика с перемычкой (SBa) в созвездии Рыси. Открыта Уильямом Гершелем в 1790 году.
В галактике наблюдается слабая асимметричная эмиссия в линии H-альфа, что и ожидается от галактики типа SBa. По излучению молекул CO максимальная наблюдаемая скорость вращения составляет 207 км/с, но похоже, что кривые вращения в наблюдаемой области по линиям CO и H-альфа не достигают глобального максимума. В 2018 году в галактике вспыхнула сверхновая типа Ia SN 2018iq.
Этот объект входит в число перечисленных в оригинальной редакции «Нового общего каталога».
Галактика NGC 2746 входит в состав группы галактик NGC 2746. Помимо NGC 2746 в группу также входят NGC 2759, IC 2434 и UGC 4767.